# Mohamed Purnomo
Mohamed Yudi Purnomo (né à l'été 1962 et mort d'un cancer le 15 février 2019) est un athlète indonésien, spécialiste du sprint.
Il remporte la médaille de bronze lors des Championnats d’Asie 1983 sur 100 m. Il est demi-finaliste lors du 100 m des Jeux olympiques de 1984. Après sa retraite sportive, il s'engage en politique en devenant notamment cadre du Parti du mouvement de la grande Indonésie, dont il est un temps le vice-président chargé de la jeunesse et des sports. 